# FAW Group

First Automobile Works (FAW) (Автомобільний завод № 1) — китайська державна автомобілебудівна компанія.
У 2023 році компанія збільшила продажі чотирьох моделей своїх автомобілів у Росії в 3,2 раза, до кінця року FAW планує розширити свою дилерську мережу в Росії до 150 точок, а наступного року представити на російському ринку ще три новинки. Окрім власного бренду кросовер Bestune T77 компанії мав би продаватися в Росії під маркою Lada — автомобіль X-Cross 5 (2023 року), але FAW та Lada закрили проєкт, та замість X-Cross 5 вийшов Xcite X-Cross 7, який є Chery Tiggo 7 Pro з іншими логотипами.

## Історія
FAW — найстаріша китайська автомобілебудівна компанія.
Перший в Китаї завод з виробництва автомобілів, створений за сприяння СРСР, розпочав роботу у м. Чанчунь в 1953 році. Прохідна заводу повністю ідентична прохідний ЗІЛа. Персонал проходив стажування в СРСР.
Тоді компанія виробляла одну єдину модель вантажівки Jiefang (Цзефан, 'Звільнення') — копію радянської вантажівки ЗіС-150.
Завод став основою автомобільного кластера провінції Цзілінь. На початок 2006 року в провінції працювало 22 підприємства, що випускали автомобільну техніку. У місті Чанчунь і його околицях росте число заводів виробників комплектуючих для автомобілів. Серед них: Brose, Faurecia, Siemens VDO Automotive, Thyssen Krupp Automotive, TRW, Valeo та ZF Lemförder. Автомобілебудівна промисловість домінує у галузевій структурі провінції Цзілінь, і на її частку припадає понад 50 % економіки регіону.
У грудні 2010 року завершилося будівництво нового заводу, побудованого спільно з GM, в місті Чанчунь. Потужність заводу може бути збільшена з 80 тисяч до Кітайці рулять автомобілів в рік.
У травні 2011 року почав працювати завод в Харбіні, побудований спільно з GM. Потужність заводу становить 100 тисяч легких вантажівок на рік.

## Виробництво

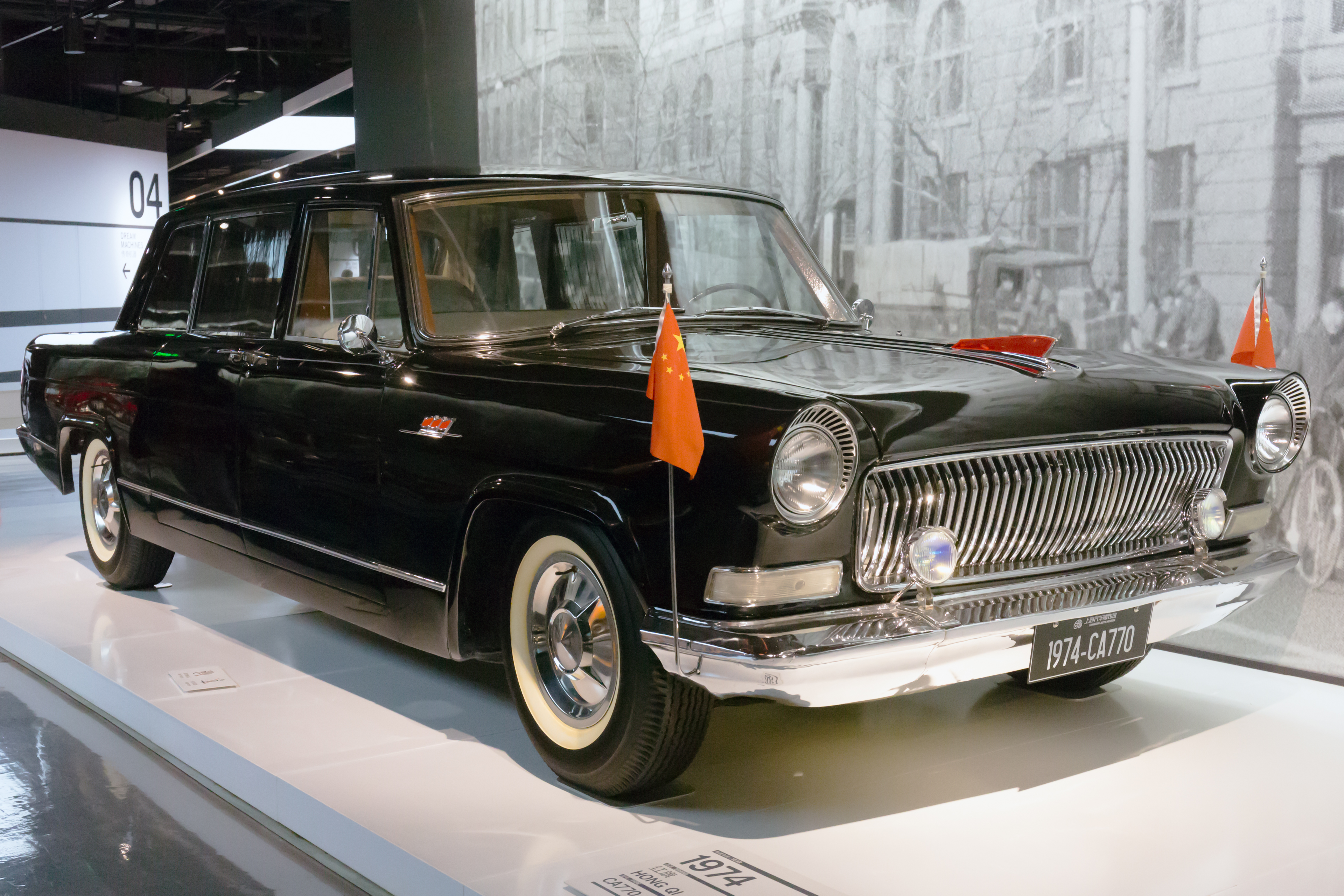
Hongqi CA770

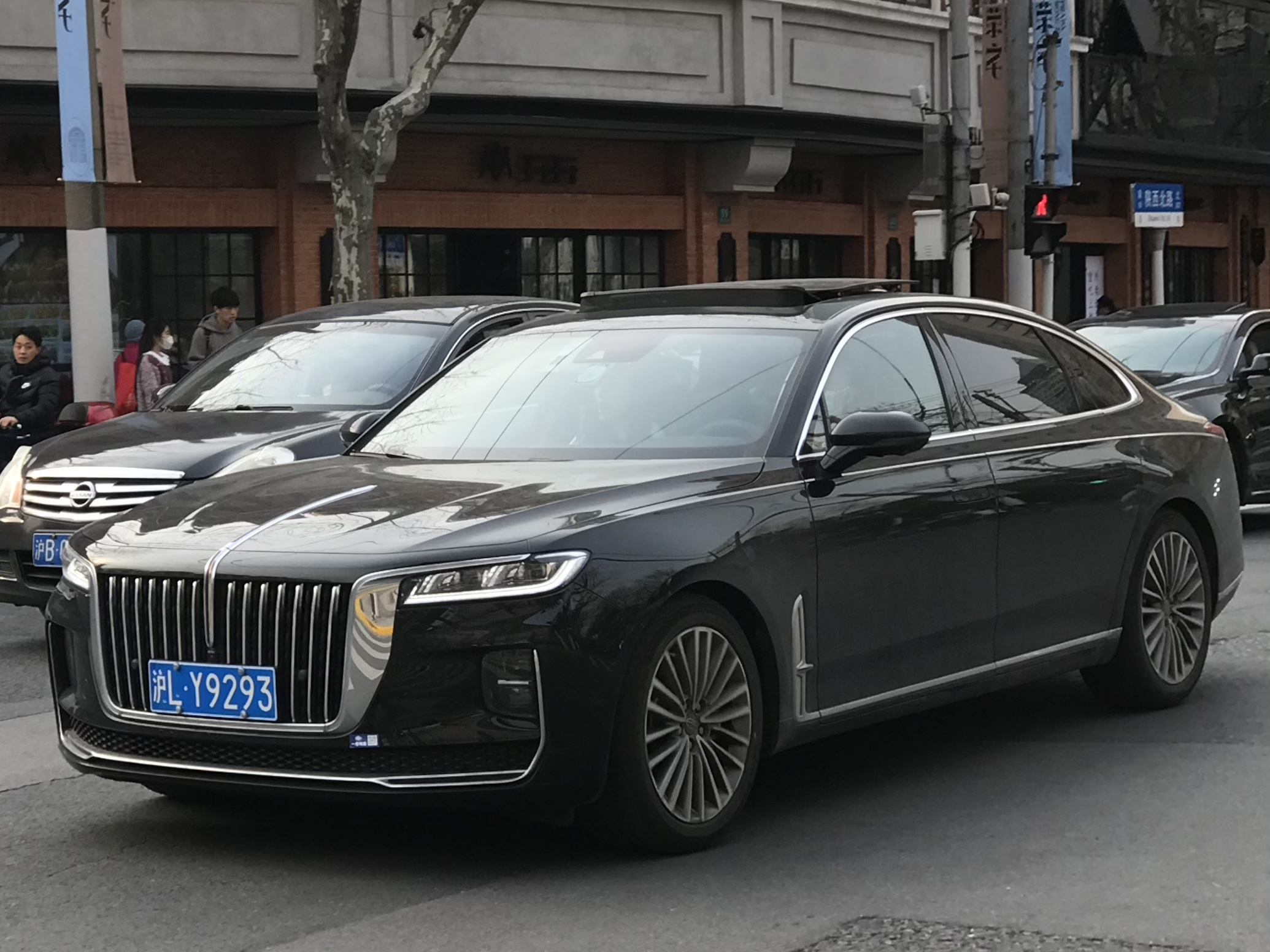
Автомобіль Hongqi H9

В даний час FAW виробляє автомобілі 6 категорій, в тому числі вантажівки малої, середньої і великої вантажопідйомності, позашляховики, легкові автомобілі, автобуси, малолітражні автомобілі.
За обсягами виробництва автомобілів FAW займає друге місце в Китаї після Shanghai Automotive Industry Corporation (SAIC).
У 2008 році FAW продала 1 530 000 автомобілів на загальну суму 218 400 000 000 юанів (близько $ 32,1 млрд).
Розмір активів FAW в 2007 році оцінювався в 102 400 000 000 юанів (близько $ 12,4 млрд.), штат співробітників компанії становив 132 400 чоловік. Група FAW створила три великих промислових бази на північному сході Китаю, півострові Цзяодун і в провінції Шаньдун, а також технологічний центр інноваційних ідей і розробок. У 2006 р. корпорація FAW зайняла 470-е місце в рейтингу 500 найбільших світових компаній Fortune 500, а також 1-е місце в рейтингу 500 найбільших промислових підприємств Китаю 2008.

## Спільні підприємства

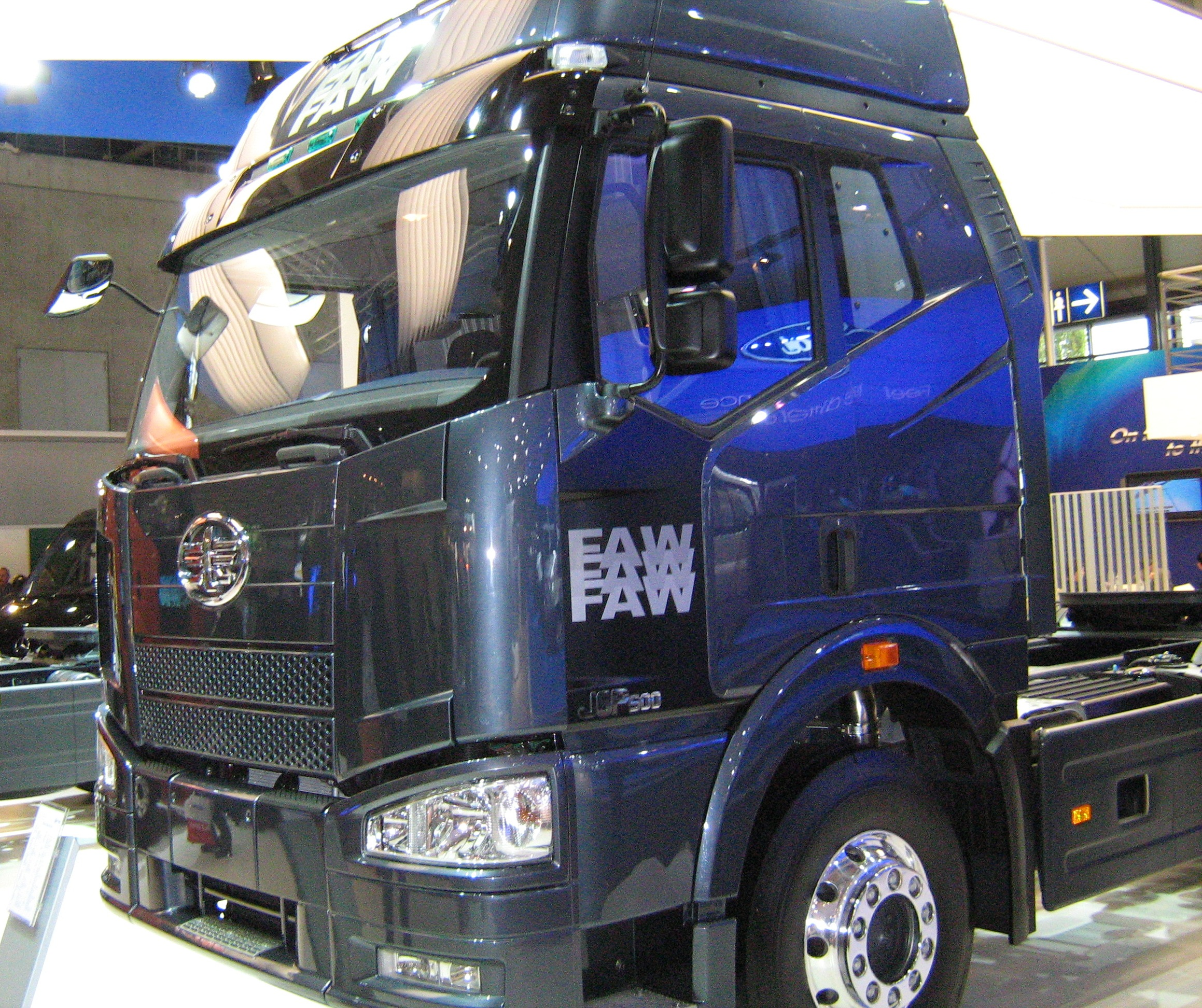
FAW J6

FAW належить 27 дочірніх компаній і ще в 20 компаніях FAW володіє контрольним пакетом акцій. FAW створила спільні підприємства з виробництва автомобілів для китайського і світового ринку з Volkswagen, Toyota, Ford та Mazda та ін. У серпні 2009 року було створено спільне підприємство з GM.
22 листопада 2007 року створено спільно підприємство з мексиканською компанією Grupo Elektra SAB. Завод вартістю $ 150 млн буде побудований в штаті Мічоакан. Виробництво автомобілів FAW почнеться в 2010. Проектована потужність заводу 100 000 автомобілів в рік.
За угодою з заводом Алтай і Zhongxing Automobile раніше виконувалася збірка позашляховиків «Адмірал».
В Україні вантажні автомобілі FAW випускає Кременчуцький автоскладальний завод.

## Гібридні автомобілі
Спільне підприємство Sichuan FAW Toyota Motor в грудні 2005 року початок виробництво Toyota Prius. На першому етапі планувалося продавати 3000 шт на рік. Prius в Китаї продається за ціною $ 40 000, що майже в 2 рази дорожче, ніж в США.
FAW придбав у Toyota mild hybrid ліцензію. На цій технології FAW розробив седан Hongqi.
FAW почала виробництво гібридних автобусів Jiefang з паралельною гібридною системою за технологією компанії Enova восени 2005 року.
Гібридний автобус Jiefang споживає палива на 38 % менше звичайного автобуса. Вихлопи скорочуються на 30 %.
На автобусі встановлені нікель-метал-гидридні акумулятори.
FAW планує виробити 1000 гібридних автобусів до 2010 року до Олімпіади 2008 в Пекіні і World Expo 2010 в Шанхаї.

## Автобуси
У структуру First Automotive Works входить компанія FAW Bus and Coach, на своїх двох заводах випускає міжміські і туристичні моделі з власними шасі і двигунами
(Потужністю від 150 до 241 к.с.).
Автобуси пропонуються в різних варіантах довжини: 8,6 м, 10,4 м, 11,4 м, з кількістю
сидінь від 26 до 51.
FAW DK 61011 — міжміський, довжиною 11,4 метра, 48 місць для сидіння.
FAW CA 6860 — міжміський, довжина 8,6 метрів, місць для сидіння від 26 до 34. Маса
автобуса 10 тонн, двигун 6-літровий (190 к.с.).

## Легкові автомобілі
Актуальний модельний ряд складається з наступних моделей:
- Bestune T77
- Besturn B70
- Besturn B50 седан C-класу
- V5 седан В-класу
- V2 хетчбек B-класу

## Бренди

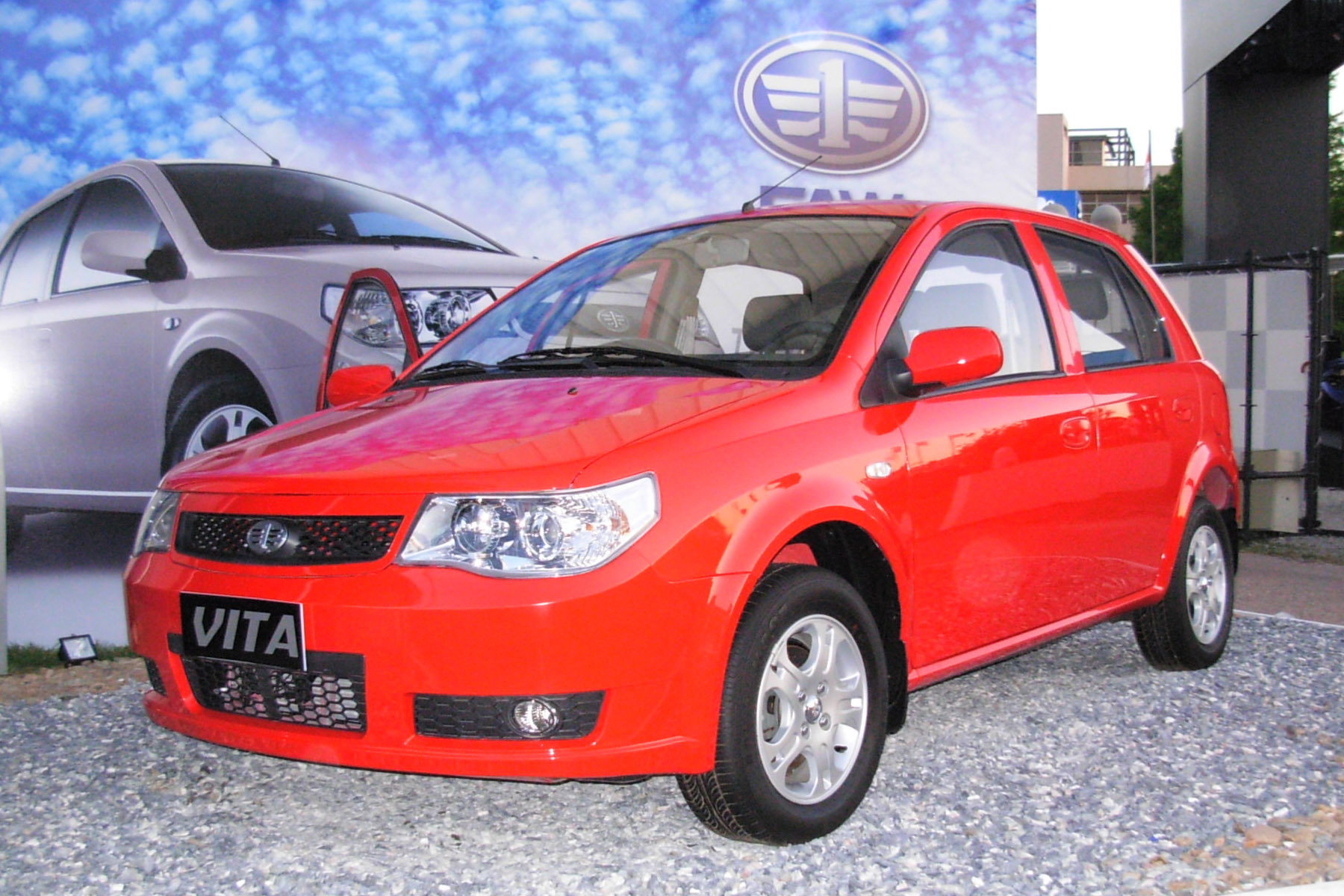
FAW Vita

FAW випускає автомобілі під власними брендами:
- Xiali,
- Hongqi,
- Jiaxing.